# Gare de Clontarf Road
La gare de Clontarf Road est une gare ferroviaire irlandaise du Dublin Area Rapid Transit (DART). Elle est située sur la Clontarf Road à Dublin.